# Кім Йон А
Кім Йон А (кор. 김연아, також зустрічаються варіанти Юна Кім та Кім Ю На; нар. 5 вересня 1990, Пучхон, Південна Корея) — південнокорейська фігуристка, що виступала у жіночому одиночному фігурному катанні. Олімпійська чемпіонка (2010), срібна призерка Олімпійських ігор (2014), дворазова чемпіонка світу (2009, 2013), чемпіонка Чотирьох континентів (2009), триразова переможниця Фіналів Гран-прі (2006, 2007, 2009), чемпіонка світу серед юніорів (2006) та шестиразова чемпіонка Республіки Корея (2002—2005, 2013, 2014).
Кім Йон А — перша представниця Південної Кореї, яка досягла такого значного успіху у фігурному катанні на міжнародній арені, а також перша фігуристка, яка виграла всі найвищі титули: золоту медаль Олімпійських ігор (2010), Чемпіонат світу, Чемпіонат Чотирьох континентів і Фінал Гран-прі. Фігуристка била світові рекорди 11 разів, 8 з яких вона сама і встановлювала. На знак визнання її видатних досягнень різні ЗМІ по всьому світу часто називають її "Королева Йон А" (англ. Queen Yuna).
Вона є колишньою рекордсменкою серед жінок у короткій програмі, довільній програмі та загальному заліку за суддівською системою Міжнародного союзу ковзанярів (ISU). З 2007 року вона 11 разів била світові рекорди за суддівською системою ISU, вісім із яких вона встановила сама. Вона є першою фігуристкою, яка подолала відмітку в 140 і 150 балів у довільній програмі, а також 200, 210 і 220 балів в загальному заліку. За всю її кар'єру її рекорди побили лише сім фігуристів. Завдяки її артистизму, музичності, навичками катання, надійним і постійним результатам змагань її вважають однією з найкращих фігуристок усіх часів. Вона також відома своїм великим суперництвом з триразовою чемпіонкою світу Мао Асадою з Японії. На усіх змаганнях в своїй кар'єрі Кім опинялася на п'єдесталі пошани.
Кім була найбільш високооплачуваною спортсменкою на Зимових Олімпійських іграх 2010, а також п'ятою, сьомою, шостою та четвертою найбільш високооплачуваною спортсменкою у світі у 2010, 2012, 2013 та 2014 роках за даними журналу Forbes. Журнал також включив її до свого списку «30 under 30» (30 найуспішніших людей віком до 30 років). У 2010 році вона була включена до щорічного рейтингу Time 100 (найвпливовіші люди світу) за версією журналу Time. Кім була першою, хто очолив Forbes Korea Power Celebrity, і входила в топ-10 з 2009 по 2015 рік і у 2018 році.

## Біографія
Народилася 5 вересня 1990 року в Пучхоні, Південна Корея, в родині бізнесмена Кім Хьон Сока та Пак Мі Хі. У неї є старша сестра Ае-ра. Коли їй було шість років, родина переїхала до міста Кунпхо. Мати Кім брала активну участь у її кар'єрі фігуристки із самого початку, водячи Йон А на ковзанку щодня та виконуючи роль її менеджерки та прес-секретарки. Вона програвала в машині англомовні касети, щоб покращити свої мовні навички. Родині Кім часто було важко фінансувати її витрати на фігурне катання; коли бізнес батька не йшов настільки добре, щоб платити за її тренування, вони запропонували свій будинок під заставу банку. Кім ходила до середньої школи Доджанг, але перестала відвідувати заняття після долучення до національної збірної, а пізніше ходила до середньої школи Сурі в Кунпхо. У 2009 році вона вступила до Університету Корьо, де зайнялася вивченням фізичної культури. Вона закінчила його у 2013 році.
На даний момент живе в Сеулі.
У 2008 році Йон А, як і її мати, прийняла хрещення і перейшла в католицьку віру, взявши християнське ім'я Стелла.
Правильна транскрипція її імені з корейської на латиницю виглядає так: Gim Yeona або Gim Yeon-a. Однак коли вона отримувала закордонний паспорт, то вирішила написати своє ім'я як Yun-a, але через помилку при оформленні вийшло Yu-na. Хангилем «Yu-na» пишеться як «유나», а не «연아». З сезону 2010—2011 її зареєстроване ім'я на профілі Міжнародного союзу ковзанярів — Yuna Kim. В соціальних мережах сама фігуристка також підписується як Yuna Kim.

## Спортивна кар'єра

### Початок
Кім почала займатися фігурним катанням у віці п'яти років. Її тодішній тренер Рю Джонхьон наполегливо порадив матері Кім розвивати доньку у цьому напрямку, передбачаючи, що в майбутньому вона стане фігуристкою світового рівня. В інтерв'ю 2011 року вона віддала належне своїм тренерам за те, що вони помітили її здібності до фігурного катання, заявивши, що її тренери сказали їй, що її тіло ідеальне для цього виду спорту. Вона додала: «Я народилася з хорошим інструментом, можливо, більшим, ніж талант», і відзначила, що її тренери допомогли їй розвивати катання.
Раніше Південна Корея мала обмежені можливості для фігуристів. У жовтні 2010 року в інтерв’ю CNN Йон А зазначила, що в Кореї не так багато льодових ковзанок і що кілька ковзанок, які існують, були публічними. Вона додала: «Навіть зараз, коли спортсмени хочуть тренуватися, їм доводиться йти на ковзанку дуже рано [вранці] або пізно ввечері». Дефіцит приміщень означав, що фігуристи часто змушені були чергувати ковзанки, а через низьку температуру був підвищений ризик травм. Кім поїхала до США, щоб попрацювати над своїми стрибками, віддавши перевагу Штатами через кращі умови для тренувань. Оскільки належних магазинів для фігурного катання також не вистачало, Кім часто доводилося носити погано підібрані ковзани в підлітковому віці, через що їй було важко тримати рівновагу і це призводило до багатьох травм.
У 2002 році Кім вперше взяла участь у міжнародних змаганнях на Triglav Trophy у Словенії, де вона виграла золоту медаль у змаганнях новачків, що стало першою міжнародною перемогою корейської фігуристки. Рік потому, у віці 12 років, вона виграла чемпіонат Південної Кореї, ставши наймолодшою фігуристкою, якій це вдалося. Вона виграла свій другий міжнародний конкурс новачків «Golden Bear of Zagreb». Йон А Кім також ставала чемпіонкою Південної Кореї з 2003 по 2006 рік.

### Серед юніорів

#### Сезон 2004—2005: Дебют на юніорському рівні
У сезоні 2004—2005 Йон А Кім брала участь як юніорка на юніорському етапі Гран-прі ISU. Вона виграла золоту медаль на своїх перших змаганнях в Угорщині та стала першою корейською фігуристкою, яка виграла етап Гран-прі серед юніорів. На своїх других змаганнях у Китаї Кім посіла друге місце в загальному заліку. Це дало їй право на участь у Фіналі юніорського Гран-прі 2004—2005, де вона виграла срібну медаль із загальним результатом 137,75 бала. На Чемпіонаті світу серед юніорів вона здобула срібну медаль із результатом 158,93 бала та здійснила свій перший потрійний каскад у довільній програмі. Це був перший випадок, коли корейська фігуристка виграла медаль на юніорському Чемпіонаті світу та Фіналі юніорського Гран-прі.

#### Сезон 2005—2006: Золото Чемпіонату світу серед юніорів
У сезоні 2005—2006 Йон А не була достатньо дорослою для участі в Олімпійських іграх 2006. Натомість вона брала участь в етапах Гран-прі серед юніорів і виграла обидва змагання в Болгарії та Словаччині. У Фіналі юніорського Гран-прі вона виграла змагання, випередивши срібну призерку Акі Саваду більш ніж на 28 балів. Того ж року Кім вчетверте виграла Чемпіонат Південної Кореї серед дорослих. На Чемпіонаті світу серед юніорів 2006 року вона виграла золоту медаль, набравши 177,54 балів в загальному заліку, з перевагою в 24,19 балів над срібною призеркою Мао Асадою. Це був перший випадок, коли корейська фігуристка виграла Фінал Гран-прі серед юніорів та Чемпіонат світу серед юніорів.

### Серед дорослих

#### Сезон 2006—2007: Дебют на дорослому рівні та медаль Чемпіонату світу
Щоб підготуватися до свого дебюту в сезоні 2006—2007, Йон А інтенсивно тренувалася з Браяном Орсером у Торонтському клубі крикету, катання на ковзанах і керлінгу в Канаді влітку 2006 року. Вона дебютувала на дорослому рівні на Skate Canada, де виграла бронзову медаль після першого місця в короткій програмі та четвертого у довільній із загальним результатом 168,48 балів. На Trophée Eric Bompard Кім посіла перше місце як у короткій програмі, так і в довільній та виграла змагання із загальною сумою 184,54 балів.
Її виступи на етапах Гран-прі кваліфікували її до Фіналу Гран-прі, що проходив в російському Санкт-Петербурзі. Кім посіла третє місце в короткій програмі та перше у довільній, вигравши Фінал Гран-прі з 184,20 балами, перемігши срібну призерку Мао Асаду.
Кім була вимушена відмовитися від участі в Чемпіонаті Південної Кореї 2007 через травму. У січні 2007 року у неї діагностували ранню стадію грижі поперекового диска. Вона мала брати участь у зимових Азійських іграх 2007, але знялася.
Кім була обрана для участі в Чемпіонаті світу 2007 в Токіо на основі її виступів протягом сезону. Під час змагання Кім виграла коротку програму з 71,95 балами, встановивши найвищий бал за коротку програму за суддівською системою ISU. Вона впала на обох своїх потрійних лутцах під час довільної програми та виконала каскад потрійний сальхов — подвійний тулуп, який не був зарахований, оскільки вважався четвертою комбінацією. Вона фінішувала четвертою в сегменті та третьою в загальному заліку, позаду Мікі Андо та Мао Асади. Результати Кім дали Південній Кореї дві квоти на Чемпіонат світу з фігурного катання 2008. У березні 2007 року, задоволена тренуваннями в Торонто, Кім перейшла в групу тренера Браяна Орсера. Вона стала першою справжньою ученицею Орсера.
Того сезону, завдяки Йон А Кім вперше корейська фігуристка завоювала медаль і виграла етап Гран-прі серед дорослих, вперше корейська фігуристка отримала медаль і виграла Фінал Гран-прі серед дорослих, і вперше корейська фігуристка виграла медаль на Чемпіонаті світу серед дорослих.

#### Сезон 2007—2008: Друга медаль Чемпіонату світу
Кім була призначений на Cup of China 2007 і Cup of Russia 2007. Вона розпочала сезон, вигравши Cup of China із загальним результатом 180,68 балів, випередивши срібну призерку Керолайн Чжан на 24 бали. Вона виконала каскад потрійний фліп — одинарний тулуп, потрійний лутц і подвійний аксель і посіла третє місце в короткій програмі. У довільній програмі вона виконала каскад потрійний фліп — потрійний тулуп, потрійний рітбергер, потрійний лутц — подвійний тулуп, подвійний аксель — потрійний тулуп, одинарний лутц, потрійний сальхов, подвійний аксель і набрала 122,36 балів. На Cup of Russia Кім виграла коротку програму, набравши 63,50 балів і довільну програму з 133,70 балами, фінішувавши першою в загальному заліку з 197,20 балами, і встановила світовий рекорд за результатами довільної програми за суддівством системи ISU. Вона виконала каскад потрійний фліп — потрійний тулуп, потрійний ріттбергер, потрійний лутц — подвійний тулуп, подвійний аксель —потрійний тулуп, потрійний лутц, потрійний сальхов і подвійний аксель.
Кім пройшла кваліфікацію до Фіналу Гран-прі 2007—2008 у Турині, Італія. Вона виграла коротку програму з 64,62 балами і посіла друге місце в довільній програмі з 132,21 балами. Із загальним результатом 196,83 балів Кім виграла свій другий Фінал Гран-прі. Вона не була зобов'язана брати участь у Чемпіонаті Південної Кореї 2008 через її попередні результати. Травма стегна завадила їй брати участь у Чемпіонаті чотирьох континентів 2008. Незважаючи на те, що травма не зникала, Кім брала участь у Чемпіонаті світу 2008 в Гетеборзі, Швеція. Вона посіла п'яте місце в короткій програмі з 59,85 балами, і перше місце в довільній з 123,38 балами. Вона набрала 183,23 балів в загальному заліку і виграла свою другу поспіль бронзову медаль на Чемпіонаті світу. Попри те, що вона була травмована і не була близькою до свого найкращого результату, деякі вважали, що вона несправедливо отримала бали у довільній програмі. Це був перший випадок, коли корейська фігуристка знову стала призеркою Чемпіонату світу.

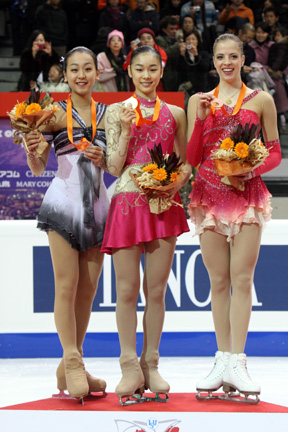
Призерки Фіналу Гран-прі 2007—2008 (зліва направо): Мао Асада (срібло), Йон А Кім (золото), Кароліна Костнер (бронза)

#### Сезон 2008—2009: Золото Чемпіонату світу
Кім була призначена на Skate America 2008 і Cup of China 2008. На Skate America Кім посіла перше місце в короткій програмі з результатом 69,50 балів і перше місце в довільній програмі з результатом 123,95, балів. Вона виграла турнір з результатом 193,45 балів, випередивши більш ніж на 20 балів срібну призерку Юкарі Накано. Кім виграла Cup of China, де посіла перше місце з результатом 63,64 бала у короткій програмі та перше місце з 128,11 балами у довільній програмі. У загальному заліку стала першою, набравши 191,75 балів і на 21 бал випередивши срібну призерку Мікі Андо.
Її виступи дозволили їй потрапити на Фінал Гран-прі, який проходив у Кояні, Південна Корея. Вона посіла перше місце в короткій програмі з 65,94 балами і друге місце в довільній програмі, де вона заробила 120,41 балів. Вона виграла срібну медаль із загальною оцінкою 186,35 балів, відставши від Мао Асади на 2,20 балів. Потім Кім брала участь у Чемпіонаті Чотирьох континентів 2009 у Ванкувері, Канада. У короткій програмі вона встановила новий світовий рекорд за кількістю балів — 72,24 балів. У довільній програмі вона набрала 116,83 балів, зберігши лідерство з 189,07 балами в загальному заліку та вигравши золоту медаль.
Під час Чемпіонату світу 2009, який проходив в Лос-Анджелесі, США, вона встановила новий світовий рекорд у короткій програмі за кількістю балів — 76,12 балів, перевищивши свій попередній рекорд майже на чотири бали. Вона виграла довільну програму та встановила новий світовий рекорд із загальною оцінкою 207,71 балів, вигравши свій перший титул чемпіонки світу, а також ставши першою фігуристкою, яка набрала більше 200 балів за суддівською системою ISU. Вона випередила срібну призерку Жоанні Рошетт на 16,42 бала і стала єдиною учасницею чемпіонату, яка отримала вісімки за компоненти в обох програмах. Також вона стала єдиною фігуристкою, чиї каскади з двох потрійних стрибків визнавали найкращими протягом всього сезону.

#### Сезон 2009—2010: Олімпійські ігри у Ванкувері
Кім була призначена на Trophée Eric Bompard 2009 і Skate America 2009. На Trophée Eric Bompard вона посіла перше місце в короткій програмі з результатом 76,08 балів, майже на 17 балів випередивши Юкарі Накано. У довільній програмі вона виконала каскади потрійний лутц — потрійний тулуп, подвійний аксель — подвійний тулуп — подвійний рітбергер, подвійний аксель — потрійний тулуп, потрійний сальхов, потрійний лутц і подвійний аксель і виграла програму з 133,95 балами. Вона виграла змагання з результатом 210,03 балів. Кім встановила світові рекорди у довільній програмі та загальному заліку за кількістю балів.
На Skate America 2009 Кім знову посіла перше місце після короткої програми з результатом 76,28 балів, випередивши на 17,48 балів Рейчел Флетт. Вона встановила новий світовий рекорд у короткій програмі за кількістю балів. Кім посіла друге місце у довільній програмі з результатом 111,70 балів. Вона виграла змагання з результатом 187,98 балів, обійшовши срібну призерку Рейчел Флетт більш ніж на 13 балів. Її перемоги в обох етапах Гран-прі дозволили їй взяти участь у Фіналі Гран-прі 2009–2010 в Токіо, Японія. Вона посіла друге місце в короткій програмі з 65,64 балами, поступившись Мікі Андо. Вона виграла довільну програму з результатом 123,22 бала. У результаті Кім втретє виграла Фінал Гран-прі, набравши 188,86 бала.
У лютому 2010 року Кім брала участь в Зимових Олімпійських іграх 2010 в Ванкувері, де вона виграла олімпійське золото. У березні того ж року Кім брала участь у Чемпіонаті світу 2010 в Турині, Італія. Фігуристка сказала, що після виграшу золотої медалі на Олімпійських іграх їй було важко знайти мотивацію змагатися на Чемпіонаті світу. Кім посіла сьоме місце в короткій програмі з 60,30 балами і перше в довільній зі 130,49 балами, і виграла срібну медаль із результатом 190,79 бала.
|                              |  |
| Кім на Чемпіонаті світу 2010 |  |

#### Зимові Олімпійські ігри 2010

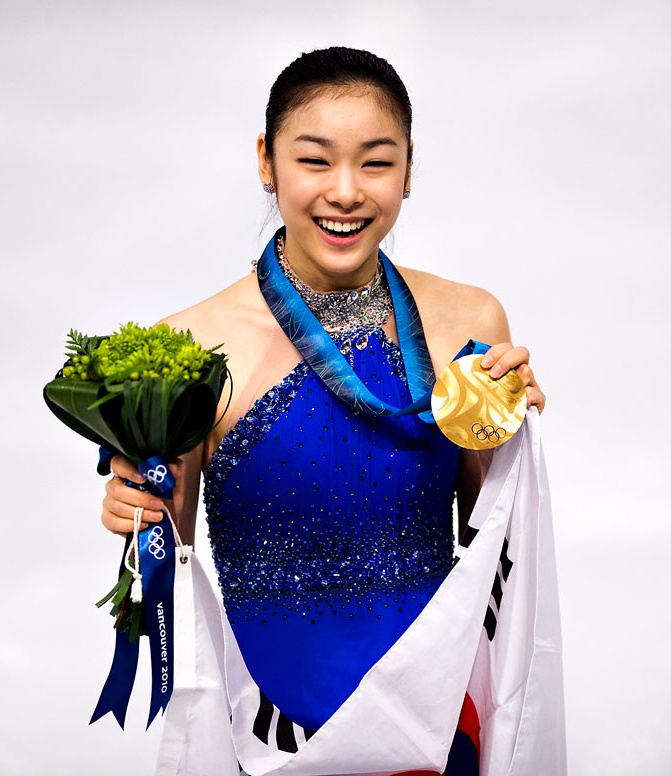
Кім із золотою медаллю на Олімпійських іграх 2010

У лютому 2010 року Йон А Кім брала участь в Зимових Олімпійських іграх 2010 в Ванкувері, Канада. У короткій програмі 23 лютого вона виконала каскад потрійний лутц — потрійний тулуп, потрійний фліп та подвійний аксель. Кім набрала 78,50 балів, випередивши на 4,72 балів Мао Асаду та встановивши новий рекорд за кількістю балів в короткій програмі.
25 лютого Кім виграла довільну програму з результатом 150,06 бала, встановивши новий світовий рекорд за кількістю балів в довільній програмі. Вона виконала каскади потрійний лутц — потрійний тулуп, потрійний фліп, подвійний аксель — подвійний тулуп — подвійний рітбергер, подвійний аксель — потрійний тулуп, потрійний сальхов, потрійний лутц і подвійний аксель. Загалом Кім набрала 228,56 бала, встановивши новий світовий рекорд за кількістю балів. Вона виграла золоту медаль, ставши першою південнокорейською фігуристкою, яка виграла медаль у будь-якій дисципліні фігурного катання на Олімпійських іграх. Вона перемогла срібну призерку Мао Асаду на 23,06 бала, що є найбільшим відривом, зафіксованим в одиночному катанні серед жінок на Олімпійських іграх або Чемпіонатах світу з моменту впровадження системи суддівства ISU. Золота медаль Кім стала першою медаллю Південної Кореї на Зимових Олімпійських іграх в інших видах спорту, крім ковзанярського бігу або шорт-треку.
Коротка та довільна програми та сумарний результат Йон А Кім на Зимових Олімпійських іграх 2010 року у Ванкувері стали найвищими результатами з моменту впровадження суддівської системи ISU і були зареєстровані в Книзі рекордів Гіннеса. Соня Б'янкетті назвала її олімпійські виступи одними з найкращих в історії фігурного катання. Після Зимових Олімпійських ігор 2010 року Жак Рогге і Гілларі Клінтон високо оцінили олімпійські виступи Кім.

#### Сезон 2010—2011
Кім була призначена на Cup of China 2010 і Cup of Russia 2010, однак вона вирішила не брати участь в етапах Гран-прі, щоб зосередитися на підготовці до Чемпіонату світу 2011. Вона виграла срібну медаль на Чемпіонаті світу після того, як посіла перше місце в короткій програмі та друге у довільній із загальним результатом 194,50 бала, відстаючи від Мікі Андо на 1,29 бала.
Йон А Кім сказала, що може пропустити наступну серію Гран-прі через свою роботу з просування успішної заявки Південної Кореї на проведення Зимових Олімпійських ігор 2018 року. У травні 2011 року вона дала інтерв'ю порталу «Around the Rings», в якому сказала, що проведення Зимових Олімпійських ігор у Пхьончхані надихне молодих корейських спортсменів.

#### Зміна тренера
У серпні 2010 року стало відомо, що Йон А Кім пішла від свого тренера Браяна Орсера, який тренував її протягом чотирьох років. Про їхній розрив вперше стало відомо з прес-релізу Орсера. Журналісти назвали цю подію «раптовою і несподіваною», а жодних пояснень щодо їхнього розриву не було надано. Орсер оприлюднив інформацію, сказавши, що не хоче, щоб це відволікало інших його фігуристів, включаючи Адама Ріппона та Крістіну Гао. Ріппон сказав в інтерв'ю, що вони дізналися про ситуацію раніше, ніж громадськість, і мали час, щоб впоратися з нею, зазначивши, що «це не вплинуло на тренування Браяна, і це точно не вплинуло на моє навчання».
Кім опублікувала онлайн-звернення, звинувативши Орсера у брехні. Вона заявила на своєму офіційному веб-сайті, що вони підтримували незручні та неоднозначні стосунки протягом декількох місяців і що вона була збентежена оголошенням Орсера. Вона також сказала, що розрив був її рішенням і що причину цього не варто оприлюднювати. Після розриву Орсер дав кілька інтерв'ю щодо завершення їхньої співпраці. 25 серпня 2010 року Браян Орсер розповів пресі інформацію про програми Кім на сезон 2010—2011 без згоди фігуристки та її хореографа. Незабаром після цього Йон А залишила ковзанку, де вона тренувалася з Орсером, щоб тренуватися в East West Ice Palace в Лос-Анджелесі, що належить Мішель Кван і родині Кван. 5 жовтня 2010 року Пітер Оппегард став новим тренером Йон А Кім.

#### Сезон 2011—2012: Пропуск сезону
18 жовтня 2011 року Йон А Кім оголосила, що пропустить сезон 2011—2012.

#### Сезон 2012—2013: Друге золото Чемпіонату світу
2 липня 2012 року Кім оголосила про свій намір повернутися до фігурного катання з кінцевою метою взяти участь у Зимових Олімпійських іграх 2014 року в Сочі. Однак Кім не запросили виступати на етапах Гран-Прі в сезоні 2012—2013, тому вона вирішила взяти участь у другорядних змаганнях, щоб набрати достатньо балів задля отримання кваліфікації на Чемпіонат світу 2013 року.
Кім пішла від свого тренера Пітера Оппегарда і почала тренуватися зі своїми старими тренерами Син Хесуком і Рю Джонхьоном. Її першим змаганням у сезоні був NRW Trophy, який проходив у Дортмунді, Німеччина, з 5 по 9 грудня 2012 року. Кім посіла перше місце в короткій програмі з результатом 72,27 бала, а також виграла довільну програму з результатом 129,34 бала і завоювала золоту медаль. Оскільки технічні вимоги були виконані, агентство Кім повідомило, що вона зосередиться на Чемпіонатах Південної Кореї і світу.
У січні 2013 року, через відсутність конкуренції в попередньому сезоні, Кім довелося брати участь у Чемпіонаті Південної Кореї 2013, щоб отримати місце на Чемпіонат світу 2013. Вона посіла перше місце в короткій програмі з результатом 64,97 балів і виграла довільну програму з результатом 145,80 балів. Кім вп'яте стала чемпіонкою Південної Кореї та кваліфікувалася для участі в Чемпіонаті світу.
На Чемпіонаті світу 2013 Йон А посіла перше місце в короткій програмі з результатом 69,97 балів, випередивши Кароліну Костнер з Італії. Вона також виграла довільну програму з результатом 148,34 балів. Набравши 218,31 балів, Кім вдруге стала чемпіонкою світу, обігнавши срібну призерку на 20,43 балів, що є найбільшою різницею між золотом і сріблом. Її титул чемпіонки світу забезпечив Південній Кореї три квоти для жінок на Зимові Олімпійські ігри 2014 року та Чемпіонат світу 2014 року.
|                                       |  |
| Кім виступає на Чемпіонаті світу 2013 |  |

#### Сезон 2013—2014: Олімпійські ігри в Сочі та завершення кар'єри
Кім була призначена на Skate Canada International 2013 і Trophée Eric Bompard 2013. Однак 26 вересня було оголошено, що спортсменка не братиме участі в етапах Гран-Прі через травму плеснової кістки правої стопи внаслідок надмірних тренувань, і очікується, що відновлення займе до шести тижнів.
Кім брала участь в Golden Spin of Zagreb 2013 у Загребі, Хорватія. Вона посіла перше місце в короткій програмі з результатом 73,37 балів та виграла довільну програму з результатом 131,12 бала. Вона виграла золоту медаль із загальною оцінкою 204,49 балів, випередивши Мікі Андо на 27,67 балів. На початку січня Кім брала участь у Чемпіонаті Південної Кореї 2014. Вона лідирувала після ідеальної короткої програми з 80,60 балами і виграла довільну програму з 147,26 балами. У підсумку Кім виграла свій шостий титул національної чемпіонки із загальною оцінкою 227,86 бала.

#### Зимові Олімпійські ігри 2014

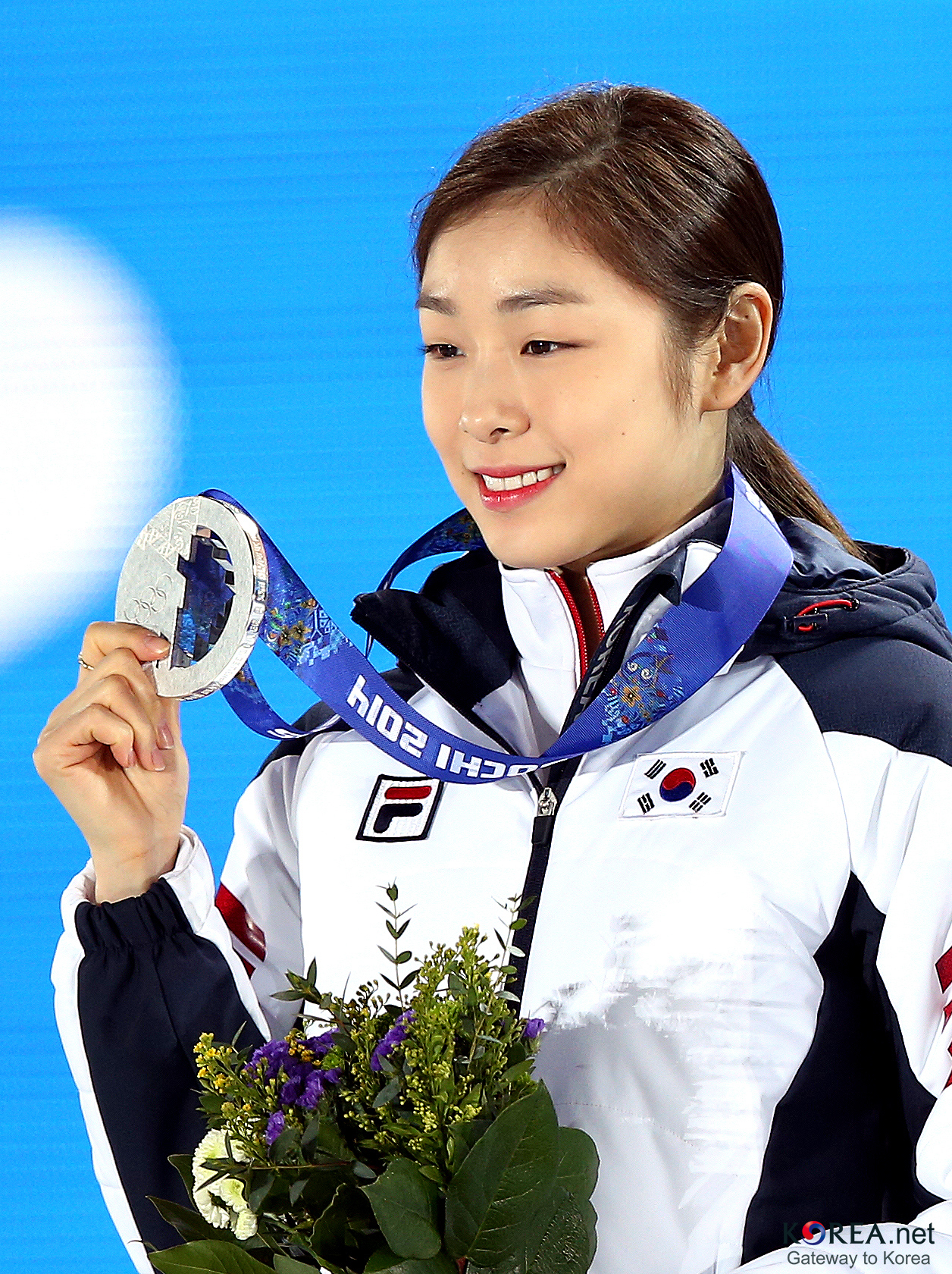
Кім зі срібною медаллю на Олімпійських іграх 2014

У лютому 2014 року Йон А Кім брала участь в Зимових Олімпійських іграх 2014 року, які проходили в Сочі, Росія, з наміром зробити свої дві програми прощальними виступами в її кар'єрі. Вона лідирувала в короткій програмі з 74,92 балами, випередивши російську фігуристку Аделіну Сотникову та італьйську фігуристку Кароліну Костнер. У довільній програмі стала другою, поступившись Аделіні Сотниковій. У результаті завоювала срібну олімпійську медаль із загальним результатом 219,11 балів. Перше місце на Олімпійських іграх посіла Аделіна Сотникова.
Відразу після закінчення змагання виникли висловлювання експертів та вболівальників Кім про «партизанське суддівство» починаючи з короткої програми: невелике применшення оцінок Кім і додавання оцінок Сотниковій. На підтвердження нечесного суддівства вони вказували на те, що суддів — представників Південної Кореї та США, які оцінювали коротку програму, замінили в довільній програмі на громадян України та Росії (причому суддею з Росії виступала Алла Шеховцова — дружина Валентина Пісеєва, генерального директора Федерації фігурного катання Росії). Відкрита петиція вболівальників Кім набрала понад 2 млн осіб.
Наприкінці 2016 року італійська спортивна газета La Gazzetta dello Sport повідомила, що олімпійська чемпіонка Сочі-2014, росіянка Аделіна Сотникова може опинитися в центрі допінгового скандалу, який спалахнув з новою силою після публікації другої частини доповіді незалежного експерта WADA Річарда Макларена. За інформацією джерела італійського видання, з пробою фігуристки були проведені маніпуляції. При цьому зазначається, що не йдеться про позитивну допінг-пробу або заміну пробірки. У разі позбавлення росіянки золотої медалі, титул Олімпійської чемпіонки 2014 буде переданий Йон А Кім, яка посіла підсумкове друге місце, що зробить її дворазовою Олімпійською чемпіонкою.
У 2023 році Аделіна Сотникова зізналася в інтерв'ю, що під час Олімпійських ігор 2014 року її допінг-проба А дала позитивний результат, проте потім її виправдали, оскільки допінг-проба В була негативною. У зв'язку з цим Південна Корея попросила Міжнародний олімпійський комітет (МОК) провести розслідування допінг-питання фігуристки. Якщо виявиться, що під час Олімпійських ігор у Сотникової дійсно була знайдена позитивна допінг-проба, золото Олімпіади перейде до Йон А Кім. У відповідь на це в МОК сказали, що у Сотникової не було ніякої позитивної допінг-проби, а отже ця справа не потребує розслідування.
У 2014 році Йон А Кім оголосила про завершення спортивної кар'єри.

## Участь в льодових шоу
Кім брала участь у південнокорейському льодовому шоу «Superstars on Ice» у 2006 році, і в японському шоу «Dreams on Ice» наступного року. Між 2008 і 2010 роками вона була хедлайнеркою шоу «Festa on Ice», продюсованого її колишнім агентством IB Sports. Вона була ведучою благодійного льодового шоу «Angels on Ice» 25 грудня 2008 року в Сеулі, виступаючи разом із бронзовим призером Чемпіонату світу 2008 року Джонні Вейром і десятьма молодими південнокорейськими фігуристами. Кім заявила, що хоче висловити вдячність місцевим вболівальникам за підтримку. IB Sports підготували ще одне льодове шоу, «Ice All Stars», яке відбулося в Сеулі 14—16 серпня 2009 року. До льодового шоу приєдналася Мішель Кван, яка є кумиром Кім і п'ятиразовою чемпіонкою світу.
У квітні 2010 року Йон А залишила IB Sports і створила власне агентство All That Sports Corp. (AT Sports) за підтримки своєї матері. Вони організували льодове шоу «All That Skate», яке відтоді проводиться щорічно. У жовтні 2010 року Кім та її керівництво представили «All That Skate LA», американську версію свого бренду корейських льодових шоу, у Staples Center у Лос-Анджелесі. Шоу отримало схвальні відгуки як від шанувальників фігурного катання, так і від критиків за принесення нового стилю фігурного катання у США та за загальну високу якість виробництва.
У червні 2012 року Кім взяла участь у шоу «Artistry on Ice» в Китаї. За словами Лі Шенга, ведучого шоу, знадобилося два роки, щоб залучити до нього Кім. Він додав: «Це прорив у артистизмі на льоду та навіть в історії фігурного катання Китаю, хоча вона виступала лише в Шанхаї». Кім провела прощальні льодові шоу в Сеулі після того, як завершила змагання у 2014 році. У 2018 році вона з'явилася в якості гості у шоу «All That Skate», а за рік повернулася до шоу в головній ролі. У 2018 році вона з'явилася в іспанському льодовому шоу «Revolution on Ice», яке веде Хав'єр Фернандес.

## Внесок

### Внесок у фігурне катання

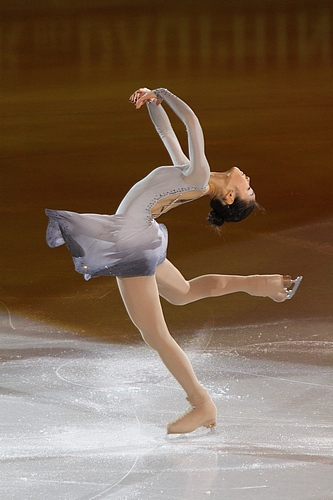
Кім виконує захил під час гала-шоу Чемпіонату світу 2010 року

Ще у 2005 році повідомлялося, що успіх Кім сприяв зростанню популярності фігурного катання в Південній Кореї, де її називали «королевою Юною». Як заявив Філіп Херш незадовго до Олімпіади 2010 року, жодна інша фігуристка не була такою відомою у своїй країні, як Кім. Її називали другою найбільшою спортсменкою Південної Кореї після олімпійського марафонця Сон Кі Джона, однією з найбільш знакових спортивних зірок у Кореї і вважали «дочкою» Південної Кореї. У 2020 році її тренер Брайан Орсер сказав, що виступи Кім на Олімпіаді 2010 були одними з найкращих за всю історію, і що вона надихнула тисячі південнокорейських дівчат зайнятися фігурним катанням. У 2003 році, коли Кім виграла свій перший національний титул Південної Кореї, там змагалися вісім жінок старшого віку; у 2020 році на Чемпіонаті Південної Кореї 32 жінки змагалися серед старших і 24 серед юніорок, а дев'ять жінок виконали каскад потрійний лутц—потрійний тулуп у довільній програмі. Чемпіонка Південної Кореї 2020 року Ю Йон у 2016 році заявила, що Кім надихнула її стати фігуристкою.
У 2010 році Орсер сказав про славу та популярність Кім: «Коли ти з нею в Кореї, це ніби ти подорожуєш із принцесою Діаною; Йон А там така відома». У 2010 році Кім сказала, що вона щаслива, що «зіграла невелику роль у популярності цього виду спорту» в Кореї. Американська фігуристка Джонні Вейр заявила у 2009 році, що Кім багато зробила для фігурного катання в Кореї і що «вона заслуговує на кожну унцію похвали та обожнювання, які вона отримує». Як заявив журнал International Figure Skating у 2009 році, дехто вважав, що вона була тим джерелом енергії, якого потребував спорт. Канадський фігурист Курт Браунінг порівняв Йон А з цунамі, додавши, що дивлячись на її катання, він думав: «Ось яким має бути фігурне катання», і сказав: «Вона робить мене фанатом фігурного катання». У 2010 році, за версією журналу Forbes, Йон А Кім була однією з найбільш високооплачуваних спортсменок світу.

#### Суперництво з Мао Асадою
Протягом тривалого часу Кім та японську фігуристку Мао Асаду називали суперницями. Як заявила Джульєтт Макур у The New York Times, Кім і Асада «виросли, змагаючись одна з одною, підживлюючи одне з найзапекліших спортивних змагань між Японією та Кореєю». У 2009 році, коли Кім виграла Чемпіонат світу, а Асада посіла друге місце, Associated Press назвало їхнє суперництво «найкращим у ковзанярському спорті сьогодні» та заявило, що це стало причиною їхньої слави у відповідних країнах.
За словами Філіпа Херша, незадовго до Олімпіади 2010 року, суперництво Кім і Асади було не тільки у фігурному катанні. Як висловився Герш, більшість спортивних змагань між Південною Кореєю та Японією «завжди були обтяжені націоналістичним підтекстом», заснованим на довгій та важкій історії між двома сусідніми країнами. Герш заявив, що ця історія зробила для корейців перемогу над японцями предметом національної гордості, а також була джерелом сильного тиску, який відчувала Кім, коли вона змагалася на міжнародному рівні. Клаус-Рейнгольд Кані з Ice Network говорив, що Кім шанобливо ставилася до Асади.

### Публічне життя

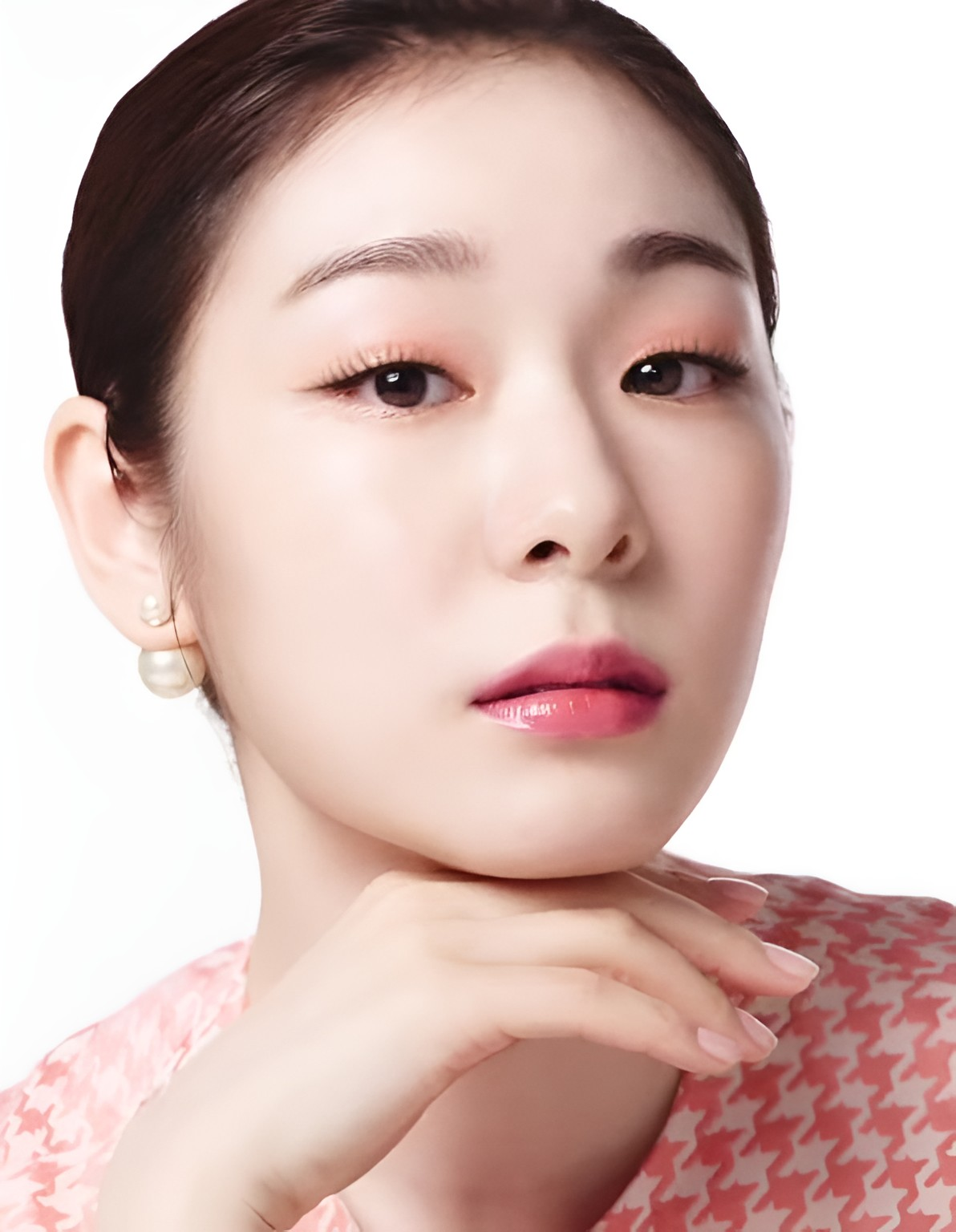
Йон А Кім для Marie Claire Korea у 2021 році

Серед офіційних спонсорів Йон А Кім є такі кампанії, як: «Kookmin Bank», «Nike», «Korean Air», «Hyundai» і «Samsung». Їй також надають підтримку: «Anycall» (мобільні телефони), «Hauzen» (кондиціонери), «Lac Vert» (косметика), «Maeil Dairies Co. Ltd» (молочні продукти), «Saffron» (пом'якшувачі тканини), «Tous Les Jours» (пекарня), «J. Estina» (ювелірні вироби) та «Qua» (одяг). Музика для її виступів та інші улюблені треки зібрані в альбомі «Yuna Kim ~ Fairy On ICE ~ Skating Music» («Universal Music», Корея, 2008). У квітні 2022 року Йон А відвідала показ Dior Fall 2022 у Жіночому університеті Іхва в Республіці Корея, де вона була оголошена новим послом будинку, разом з Пе Сюзі та Кім Джісу.
Кім знялася у багатьох рекламних роликах Південної Кореї. Її рекламний ролик нового сенсорного телефону від Samsung під назвою «Yuna's Haptic» (SPH-W7700) продав понад мільйон пристроїв за рекордні сім місяців.
Під час Зимових Олімпійських ігор 2010 року журнал Forbes назвав Йон А Кім та американського сноубордиста Шона Вайта найбільш високооплачуваними спортсменами, які беруть участь у Олімпіаді, з прибутком по 7,5 мільйонів доларів. У серпні 2010 року журнал Forbes назвав фігуристку однією з найбільш високооплачуваних спортсменок у світі з річним прибутком 9,7 мільйонів доларів. Після завершення спортивної кар'єри Кім продовжує домінувати на комерційній сцені та залишається рекламним гігантом у Південній Кореї. Кажуть, що Кім заробляє від 1 мільярда до 1,4 мільярда корейських вон (від 930 000 до 1 300 000 доларів США) за рекламу.
Йон А працювала над кількома проєктами як співачка. Вона записала дует з кейпоп співаком Лі Син Ґі під назвою «Smile Boy (Rock Ver.)», яка стала рекламною піснею для Чемпіонату світу з футболу 2010. Вона також співала з південнокорейським гуртом Big Bang і рок-гуртом Transfixion у синглі «The Shouts of Reds Part 2». У 2011 році вона записала дует зі співачкою IU під назвою «Ice Flower» для свого телевізійного шоу «Kim Yuna's Kiss and Cry». У період з 2008 по 2014 рік Кім випустила чотири альбоми, в яких зібрана її музика для фігурного катання та інші улюблені, починаючи з «Yuna Kim: Fairy on Ice». Загальний обсяг продажів перевищив 100 000, що є рідкістю для класичної музики.
28 січня 2010 року Кім опублікувала книгу «Kim Yu-na's Seven-Minute Drama» про свій досвід фігурного катання з семирічного віку до підготовки до Зимових Олімпійських ігор 2010 у Ванкувері. The Chosun Ilbo зазначили, що в книзі «йдеться про її спроби подолати свої перешкоди та стати найкращою фігуристкою світу». Крім того, вона написала книгу під назвою «Like Yuna Kim», опубліковану 30 березня 2010 року. Ця книга призначена для молодших читачів.
У травні 2011 року Йон А почала вести програму під назвою «Kim Yuna's Kiss and Cry». На шоу було показано десять знаменитостей, які навчалися фігурному катанню у професійних фігуристів. Серед учасників були комік Кім Бьон Ман, співачки U-Know з гурту «TVXQ», Krystal з гурту «f(x)», IU та Сон Дам Бі, актори Пак Чжун Гом, Сео Джі Сок, Лі А Гюн і Джін Джі Гі, а також ковзаняр Лі Гю Хьок. Переможцем шоу стали Krystal та її партнер Лі Дон Хун. Друге місце посів Кім Бьон Ман та його партнерка Лі Су Кьон. У якості нагороди Krystal і Лі Дон Хун отримали можливість продемонструвати їхнє катання з Кім на шоу «All That Skate».

### Олімпійська посолка

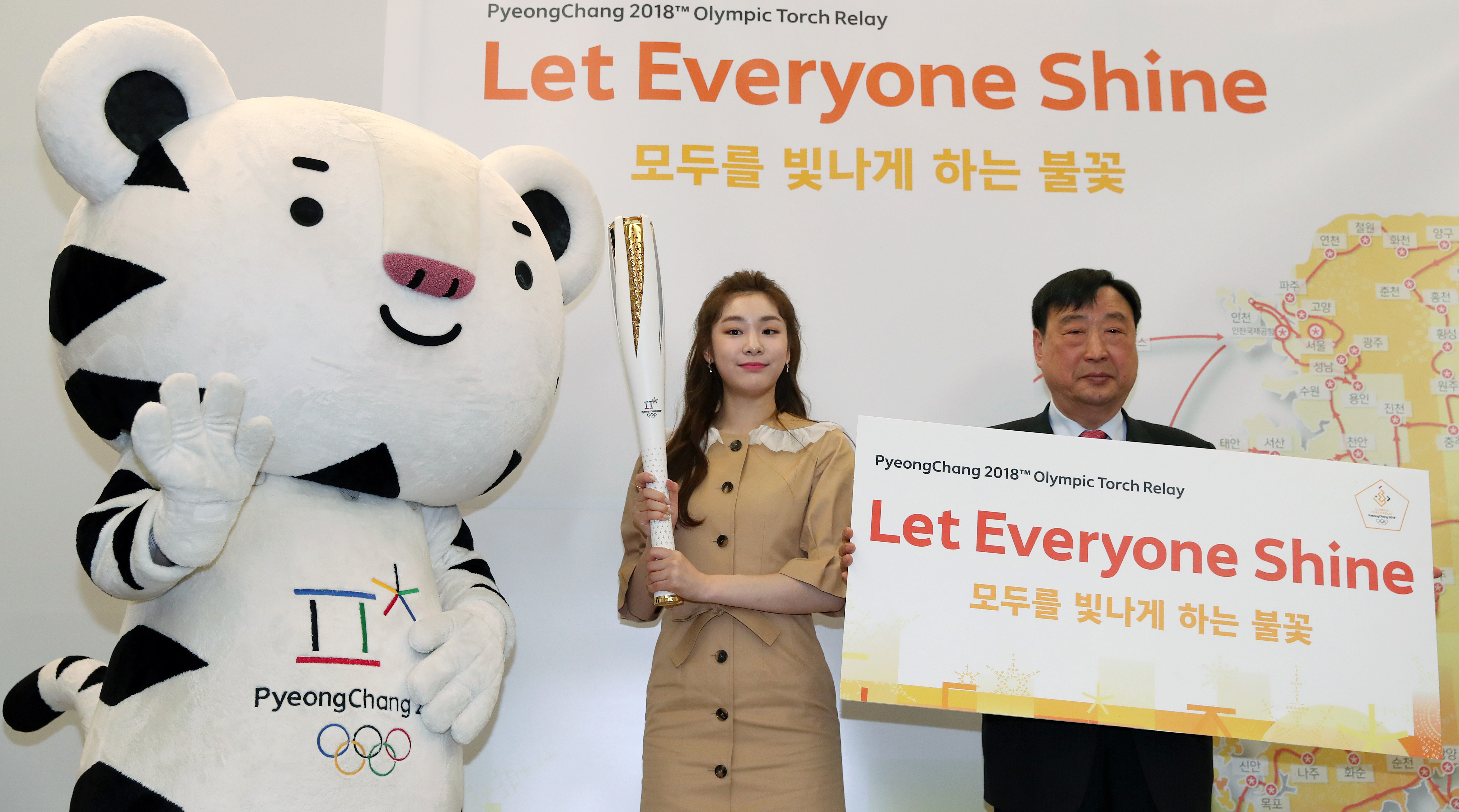
Кім на прес-конференції естафети Олімпійського вогню в Пхьончхані щодо маршруту та плану номінації факелоносіїв

Йон А Кім відіграла ключову роль в отриманні Південною Кореєю права проведення зимових Олімпійських ігор 2018 року. Вона приєдналася до Олімпійського комітету заявок, просуваючи корейське місто Пхьончхан. Члени корейського комітету, включаючи Кім, вирушили до Дурбану, Південна Африка, де 6 липня 2011 року Міжнародний олімпійський комітет ухвалив рішення щодо приймаючого міста. Там Кім виконувала свою роль у складі корейської делегації, рекламуючи Пхьончхан як посолка та олімпійська чемпіонка. Йон А була однією з корейських делегатів, які з'явилася на конференції МОК 6 липня та виступили з презентацією у підтримку Пхьончхану, який виграв право проведення Зимових Олімпійських ігор над іншими містами-конкурентами — Мюнхеном, Німеччина, та Ансі, Франція. У жовтні 2011 року Кім була призначена членкинею оргкомітету Зимових Олімпійських ігор у Пхьончхані 2018 року.
18 серпня 2011 року Кім була призначена глобальною посолкою Спеціальної Олімпіади та посолкою доброї волі Всесвітніх Зимових ігор Спеціальної Олімпіади 2013 року. У жовтні Кім була призначена посолкою Зимової юнацької Олімпіади 2012 року в Інсбруку, Австрія. Вона заявила, що сподівається стати членкинею МОК після Олімпіади у Сочі 2014 року. 27 серпня 2015 року Кім була призначена посолкою Зимової Юнацької Олімпіади 2016 року в Ліллегаммері, Норвегія.
Кім була призначена офіційною посолкою на Зимових Олімпійських іграх 2018 року в Південній Кореї. Вона виступила як остання факелоносеця і запалила Олімпійський вогонь на церемонії відкриття. Вона також знялася в кампанії Coca-Cola на Зимових Олімпійських іграх 2018 року з актором Пак Бо Гомом. У 2020 році її призначили амбасадоркою кампанії Pyeongchang 2018 Legacy Foundation's «Play Winter», спрямованої на популяризацію зимових видів спорту та продовження спадщини Олімпійських ігор у Пхьончхані. У 2021 і 2022 роках вона працювала інструкторкою в Академії зимових видів спорту Play, навчаючи високому рівню фігурного катання та презентаційним навичкам для розвитку талантів молодих фігуристів у рамках проєкту з використанням можливостей Пхьончхану. У лютому 2022 року її призначили почесною посолкою Зимових юнацьких Олімпійських ігор 2024 року в Канвоні, Південна Корея. У своїй заяві Кім сказала, що буде прагнути популяризувати олімпійські цінності серед молоді в усьому світі. Окрім ролі посолки, вона буде членкинею Виконавчого комітету.

### Благодійність
Станом на лютий 2022 року Кім пожертвувала понад 5 мільярдів вон на різні благодійні цілі.
У липні 2010 року її було призначено міжнародною посолкою доброї волі ЮНІСЕФ, із заявленою метою допомогти вразливим дітям у всьому світі. У вересні 2010 року Кім запросили до штаб-квартири Організації Об’єднаних Націй (ООН) у Нью-Йорку, щоб відзначити щорічне святкування Міжнародного дня миру разом із високопосадовцями ООН, в тому числі Генеральним секретарем ООН Пан Гімуном, і послами доброї волі, які представляють інші гілки ООН. Там Кім виступала з мирними посланнями від імені ЮНІСЕФ. Її призначили посолкою на саміті G-20 у Сеулі 2010 року разом із акторкою Хан Хьо Джу та представником футболістів Пак Джі Соном. Перша леді Південної Кореї Кім Юн Ок призначила Йон А посолкою 2010–2012 Visit Korea Year, сприяючи розвитку корейського туризму в рамках трирічної кампанії.
Кім фінансувала кілька стипендій для фігуристів-початківців у Південній Кореї і пожертвувала кошти, виручені від її дуету з IU «Ice Flower» у 2011 році національній збірній з фігурного катання. Вона прокоментувала: «Я знаю, як важко бути фігуристом. Навіть якби була молода талановита фігуристка, вона могла б кинути фігурне катання через фінансові проблеми. Я хотіла б допомогти їй та іншим досягти своїх цілей». Кім пожертвувала призові гроші з Чемпіонату світу 2011 року дітям, які постраждали від землетрусу в Японії у 2011 році. Вона також допомагала зусиллям з надання допомоги в Непалі, Гаїті, Філіппінах, Туреччині та Сирії. У 2014 році вона пожертвувала 100 мільйонів вон сім'ям жертв затоплення порома Севоль. Під час пандемії COVID-19 вона зробила кілька пожертв, щоб допомогти забезпечити вакцинами країни і провести ініціативи з лікування. 7 березня 2022 року Кім пожертвувала 100 мільйонів вон Асоціації допомоги постраждалим від стихійних лих «Hope Bridge», щоб допомогти постраждалим від масштабної лісової пожежі, яка виникла в окрузі Улджін, Кьонбук і поширилася на Самчхок, Ганвон.
У вересні 2022 року вона брала участь у «жіночому круглому столі», проведеному в резиденції посла США в Сеулі Камалою Гарріс для обговорення гендерної рівності та історій корейських жінок, які досягли паритету з суперниками-чоловіками у відповідних галузях. Серед учасників були генеральна директорка Naver Чой Су Йон, Кім Сагва, Юн Ю Чжун та голова Асоціації жінок-медиків Кореї Байк Хюн Ук. У грудні 2022 року її призначили почесною посолкою до 60-річчя встановлення дипломатичних відносин між Південною Кореєю та Канадою. Кім була обрана на цю роль канадським посольством у Сеулі через роки, проведені на навчанні в Канаді. Протягом 2023 року вона братиме участь у різноманітних заходах, спрямованих на розвиток відносин між двома країнами.

## Особисте життя
Йон А Кім стала католичкою у 2008 році після того, як католицький лікар допоміг вилікувати її серйозні травми, отримані у 2006–2007 роках. Її підтверджене ім'я — Стелла від «Stella Maris» латиною, що означає Богоматір, Зірка Моря, давній титул Пресвятої Діви Марії. Вона часто робить знак хреста під час змагань і носить перстень на вервиці.
25 липня 2022 року стало відомо, що Кім виходить заміж за співака Ко Ву Ріма з гурту «Forestella», з яким вона перебувала у стосунках три роки. Вони познайомилися на шоу «All That Skate» у 2018 році, де виступав гурт. Вони одружилися на приватній церемонії 22 жовтня 2022 року в готелі «Shilla» в Сеулі.

## Техніка й артистизм

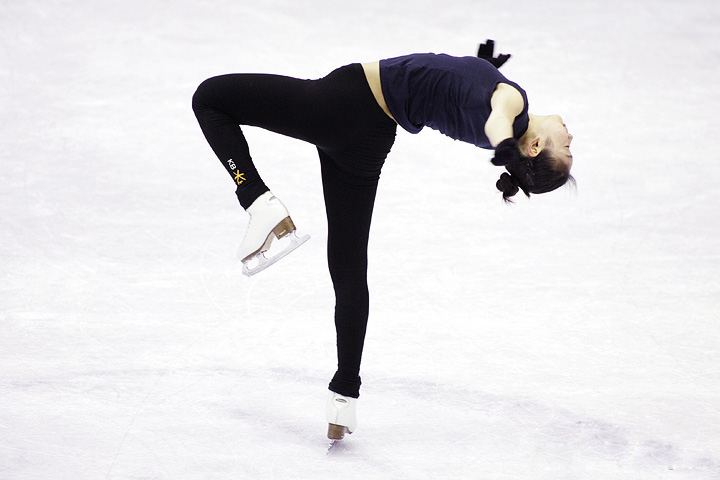
Одне з фірмових обертань Йон А Кім

З технічної точки зору Йон А Кім славиться своєю швидкістю, сильною технікою стрибків та стабільністю. За словами Мішель Кван, Кім — це «те, що шукають судді, коли мова заходить про якість стрибків, обертань і переваг». Дворазовий олімпійський чемпіон і коментатор ковзанярського спорту Дік Баттон похвалив Кім за її стрибки, сказавши, що «вона одна з фігуристів, хто може відповісти: «Де стрибок у цьому стрибку?». Він також додав, що у неї «чудові переваги і швидкість».
Кім виконала свій перший потрійний стрибок у віці 10 років, а за два роки виконала всі свої потрійні стрибки. Вона виконала свій перший потрійний каскад у віці 14 років на Чемпіонаті Південної Кореї 2005 року. Вона також була відома тим, що практикувала потрійні акселі на тренуваннях. Протягом сезону 2008–2009 Кім працювала над потрійним рітбергером. Вона також багато займалася розвитком навичок фігурного катання під керівництвом Браяна Орсера.
Кім добре відома своїми фірмовими потрійними каскадами, включаючи потрійний лутц-потрійний тулуп і потрійний фліп-потрійний тулуп. Вона також може виконувати каскад потрійний лутц-подвійний тулуп-подвійний рітбергер. Ще один фірмовий елемент у її репертуарі — бауер, який веде до подвійного акселя. Кім особисто заявила, що її улюблені стрибки — це лутц, фліп і аксель. Коментатори та аналітики незмінно називають її стрибки хрестоматійними. Її техніку стрибків високо оцінюють за швидкість, висоту, позицію та якість. Вона отримала оцінку +2,20 за якість своїх стрибків.

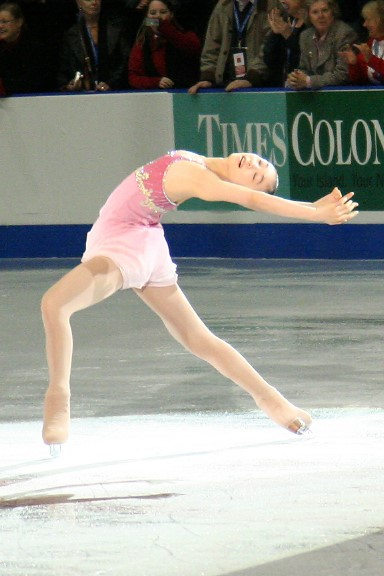
Один з фірмових елементів Кім — бауер

Одним із найвідоміших елементів Кім є обертання із зігнутою ногою. Незважаючи на те, що не вона винайшла рух, його іноді називають «обертанням Йон А».
Програми Кім часто хвалили за поєднання музичної інтерпретації з чудовою технікою. Такі фігуристки, як Пеггі Флемінг і Мішель Кван хвалили її поєднання технічних елементів і артистизму. Девід Вілсон помітив здатність Кім керувати ареною на Чемпіонаті світу 2007. «Юна — хамелеон», — заявив Вілсон, додавши, що «вона чує музику на такому рівні, який рідко хто чує», визнаючи, що частково причиною успіху Кім була її здатність інтерпретувати музику у своїх програмах.
Критики суддівської системи ІСУ також високо оцінили Кім. У той час як Дороті Гемілл сказала, що «її запам'ятають як велику артистку, але це інший вид мистецтва», вона все ж похвалила довільну програму Йон А на Олімпійських іграх 2010 року, сказавши, що вона була «запаморочливою пишністю», і що її катання було як «магія», вихваляючи його «сучасність». Френк Керролл сказав, що вона змогла поєднати атлетику та артистизм, незважаючи на те, що це було «майже неможливо» за новою системою суддівства. В інтерв'ю 2017 року Баттон зазначив, що «Йон А Кім елегантно рухалася», похваливши її почуття музики та елегантність, висловивши розчарування тим, що правила більше не винагороджують цей стиль катання.
До сезону 2009—2010 Кім говорила, що почала кататися на ковзанах, тому що для неї це було весело, і тому що вважала Мішель Кван красивою та хотіла бути схожою на неї. Найважливішим аспектом фігурного катання для неї було спілкування з глядачами, а не колір медалі.
Основним хореографом Кім протягом її кар'єри був Девід Вілсон, який займався хореографією для всіх її програм від сезону 2007—2008 до завершення її кар'єри у 2014 році. У інтерв'ю 2009 року Кім сказала, що не брала спеціальних уроків акторської майстерності задля покращення своєї хореографії та артистизму, заявивши, що всі її програми були поставлені Вілсоном. Сам Вілсон говорив про Кім, що вона ніколи не була грубою з ним, а була «абсолютною мрією» для роботи.
Йон А передавала через своє катання різні образи під різну музику. За її словами, більше за все їй подобалося кататися під класичну музику. Крім того, вона каталася і під корейську музику. Кім сказала, що використання традиційної корейської музики як частини її програми було певним ризиком, оскільки китайська, японська та корейська музика легко звучала нерозрізненою для неазійської аудиторії, проте вважала програму дуже сучасною, незважаючи на використання традиційної музики і намагалася передати корейські емоції.

## Нагороди та відзнаки

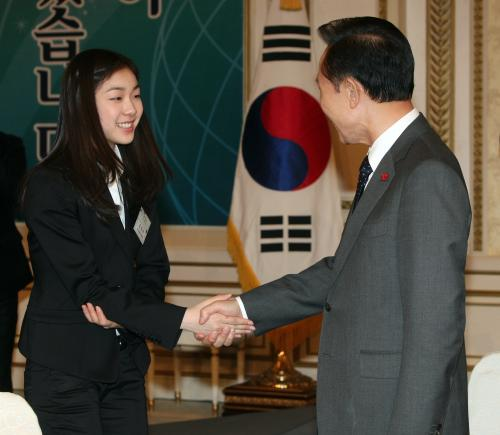
Кім з тодішнім президентом Південної Кореї Лі Мьон Баком на церемонії вручення премії «Talent Award of Korea», грудень 2008 року

Кім отримала численні нагороди на знак визнання її досягнень і впливу. У 2006 році вона була відзначена у спортивній категорії на нагородах Національної асамблеї Республіки Корея, а пізніше отримала нагороду за досягнення у 2011 році. У 2008 році вона була нагороджена Корейською медаллю за талант. У серпні 2010 року, на честь візиту Кім, місто Лос-Анджелес оголосило 7 серпня «Днем Йон А Кім» і надало їй статус почесної громадянки. Вона також отримала нагороду «Proud Korean Award» від корейсько-американського фонду лідерства. Кім отримала нагороду «Спортсменка року» від Фонду жіночого спорту того ж року.
У 2012 році Кім була нагороджена медаллю «Півонії» на знак визнання її внеску в заявку Пхьончхана у 2018 році. Це другий за ступенем орден Південної Кореї за громадянські заслуги. Пізніше вона була нагороджена медаллю «Блакитний дракон» на 54-й церемонії вручення нагород «Korea Sports Awards» у жовтні 2016 року. Медаль є найвищою нагородою ордена «За спортивні заслуги». Кім спочатку не мала права на цю честь, оскільки вона вже отримала інший орден менш ніж сім років тому, але був зроблений виняток через її досягнення. Вона стала наймолодшою і єдиною спортсменкою в зимових видах спорту, яку включили до Зали слави корейського спорту. Після зимових Олімпійських ігор 2018 року вона отримала нагороду за видатну продуктивність на церемонії вручення нагород ANOC. 11 січня 2023 року Кім отримала нагороду «Korea Image Cornerstone Award» на 19-й церемонії вручення нагород «Korea Image Awards» разом із Лі Чон Че та Хван Сон У.
Кім фігурувала в різних списках, включаючи «Time 100» (2010) і Forbes «30 до 30» (2016). Вона була першою людиною, яка очолила список Forbes «Korea Power Celebrity 40», що їй вдалося у 2009 і 2010 роках, а також входила до топ-10 ще шість разів (2011–2015, 2018).

## Рекорди та досягнення

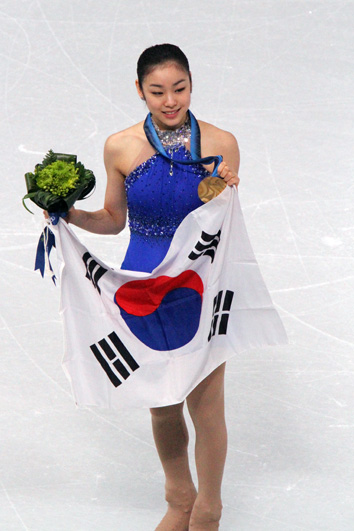
Кім із золотою медаллю Зимових Олімпійських ігор 2010 року

- Колишня рекордсменка за кількістю балів у короткій програмі, довільній програмі та загальному заліку[224][225][226].
- Перша і єдина фігуристка, яка протягом всієї своєї кар'єри опинялася на п'єдесталі[227].
- Перша фігуристка, яка виграла Супершолом, вигравши всі головні чемпіонські титули ISU, включаючи Фінал Гран-прі серед юніорів, Чемпіонат світу серед юніорів, Фінал Гран-прі серед дорослих, Чемпіонат чотирьох континентів, Чемпіонат світу серед дорослих та Зимові Олімпійські ігри.
- Перша фігуристка, яка подолала позначку у 200 і 220 балів у загальному заліку серед жінок на міжнародних змаганнях (Чемпіонат світу 2009 року, Зимові Олімпійські ігри 2010 року).
- Перша фігуристка, яка подолала позначку в 150 балів у довільній програмі на міжнародних змаганнях (Зимові Олімпійські ігри 2010).
- Перша фігуристка з Південної Кореї, яка виграла або стала призеркою Фіналу Гран-прі серед юніорів, Чемпіонату світу серед юніорів, Фіналу Гран-прі серед дорослих, Чемпіонату чотирьох континентів, Чемпіонату світу серед дорослих та Зимових Олімпійських ігор.
- З 2007 року вона 11 разів била світові рекорди за суддівською системою ISU, вісім із яких вона встановила сама.
- Коротка, довільна програми та сумарний результат Йон А Кім на Зимових Олімпійських іграх 2010 року у Ванкувері стали найвищими результатами з моменту впровадження суддівської системи ISU і були зареєстровані в Книзі рекордів Гіннеса[75].

## Програми

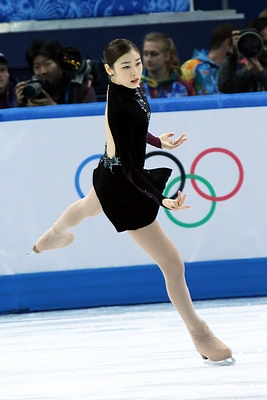
Йон А Кім виступає з довільною програмою на Олімпійських іграх 2014 року

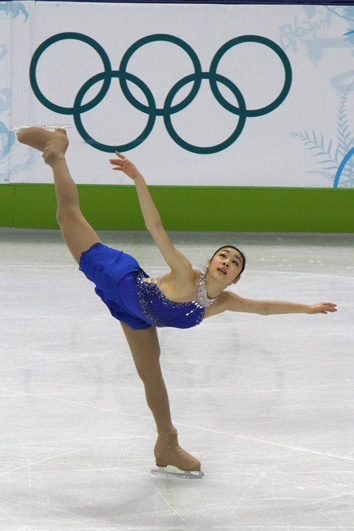
Йон А Кім виконує «ластівку» під час довільної програми на Олімпійських іграх 2010 року

| Сезон     | Коротка програма                                                                                  | Довільна програма | Показові номери |
| --------- | ------------------------------------------------------------------------------------------------- | --- | --- |
| 2013—2014 | «Send in the Clowns» Стівен Сондхайм. Хореограф-постановник: Девід Вілсон                         | «Adiós Nonino» Астор П'яццола. Хореограф-постановник: Девід Вілсон                                                                               | «Imagine» Джон Леннон (у виконанні Авріл Лавін). Хореограф-постановник: Девід Вілсон |
| 2012—2013 | «Поцілунок вампіра» Джеймс Бернар. Хореограф-постановник: Девід Вілсон                            | «Знедолені» Клод-Мішель Шенберг. Хореограф-постановник: Девід Вілсон                                                                             | «All of Me» Майкл Бубле . Хореограф-постановник: Девід Вілсон |
| 2011—2012 | Не брала участі у змаганнях.                                                                      | Не брала участі у змаганнях. | «All of Me» Майкл Бубле . Хореограф-постановник: Девід Вілсон «Someone Like You» Адель. Хореограф-постановник: Девід Вілсон «Fever» Бейонсе. Хореограф-постановник: Девід Вілсон                                                                          |
| 2010—2011 | «Жизель» Адольф Шарль Адам. Хореограф-постановник: Девід Вілсон                                   | «Homage to Korea». Хореограф-постановник: Девід Вілсон                                                                                           | «Bulletproof» La Roux. Хореограф-постановник: Девід Вілсон |
| 2009—2010 | «James Bond Medley» Монті Норман, Джон Баррі і Девід Арнольд. Хореограф-постановник: Девід Вілсон | Концерт для фортепіано з оркестром F-dur Джордж Гершвін. Хореограф-постановник: Девід Вілсон                                                     | «Méditation» (з опери «Таїс») Жуль Массне. Хореограф-постановник: Девід Вілсон «Don’t Stop the Music» Ріанна. Хореограф-постановник: Сандра Безик |
| 2008—2009 | «Danse Macabre» Каміль Сен-Санс (у виконанні Джила Шахама). Хореограф-постановник: Девід Вілсон   | «Шехеразада» Микола Римський-Корсаков. Хореограф-постановник: Девід Вілсон                                                                       | «Gold» (з мюзиклу «Camille Claudel») Лінда Едер. Хореограф-постановник: Девід Вілсон «Only Hope» (з фільму «Пам'ятна прогулянка») Менді Мур. Хореограф-постановник: Девід Вілсон                                                                          |
| 2007—2008 | «Кажан» Йоганн Штраус (син). Хореограф-постановник: Девід Вілсон                                  | «Miss Saigon» Клод-Мішель Шенберг. Хореограф-постановник: Девід Вілсон                                                                           | «Only Hope» ( з фільму «Пам'ятна прогулянка») Менді Мур. Хореограф-постановник: Девід Вілсон «Once Upon a Dream» (з мюзиклу «Джекілл і Хайд») Лінда Едер. Хореограф-постановник: Девід Вілсон «Just a Girl» No Doubt. Хореограф-постановник: Девід Вілсон |
| 2006—2007 | «El Tango de Roxanne» (з фільму «Мулен Руж!»). Хореограф-постановник: Том Діксон                  | «The Lark Ascending» Ральф Воан-Вільямс. Хореограф-постановник: Девід Вілсон                                                                     | «Reflection» (з мультфільму «Мулан») Крістіна Агілера. Хореограф-постановник: Браян Орсер |
| 2005—2006 | «El Tango de Roxanne» (з фільму «Мулен Руж!»). Хореограф-постановник: Том Діксон                  | «Papa, Can You Hear Me?» (з фільму «Єнтл») Мішель Легран (у виконанні Іцхака Перлмана). Хореографи-постановники: Джеффрі Баттл та Джейден Фуллен | «One Day I’ll Fly Away» (з фільму «Мулен Руж!») Ніколь Кідман. Хореографи-постановники: Се Йол Кім та Йон А Кім |
| 2004—2005 | «Метель» Георгій Свиридов. Хореографиня-постановниця: Катарина Ліндгрен                           | «Papa, Can You Hear Me?» (з фільму «Єнтл» Мішель Легран (у виконанні Іцхака Перлмана). Хореографи-постановники: Джеффрі Баттл та Джейден Фуллен  | «Ben» Майкл Джексон. Хореографи-постановники: Чі Гюн Чунг та Йон А Кім |
| 2003—2004 | «Метель» Георгій Свиридов. Хореографиня-постановниця: Катарина Ліндгрен                           | «Кармен» Жорж Бізе. Хореографиня-постановниця: Катарина Ліндгрен                                                                                 | |
| 2002—2003 | «Канкан» Жак Оффенбах. Хореографиня-постановниця: Катарина Ліндгрен                               | «Кармен» Жорж Бізе. Хореографиня-постановниця: Катарина Ліндгрен                                                                                 | |
| 2001—2002 | «Канкан» Жак Оффенбах. Хореографиня-постановниця: Катарина Ліндгрен                               | «Карнавал тварин» Каміль Сен-Санс. | |

## Спортивні досягнення

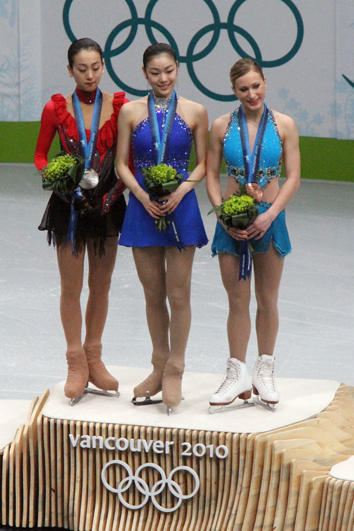
Призерки Зимових Олімпійських ігор 2010 (зліва направо): Мао Асада (срібло), Йон А Кім (золото), Жоанні Рошетт (бронза)

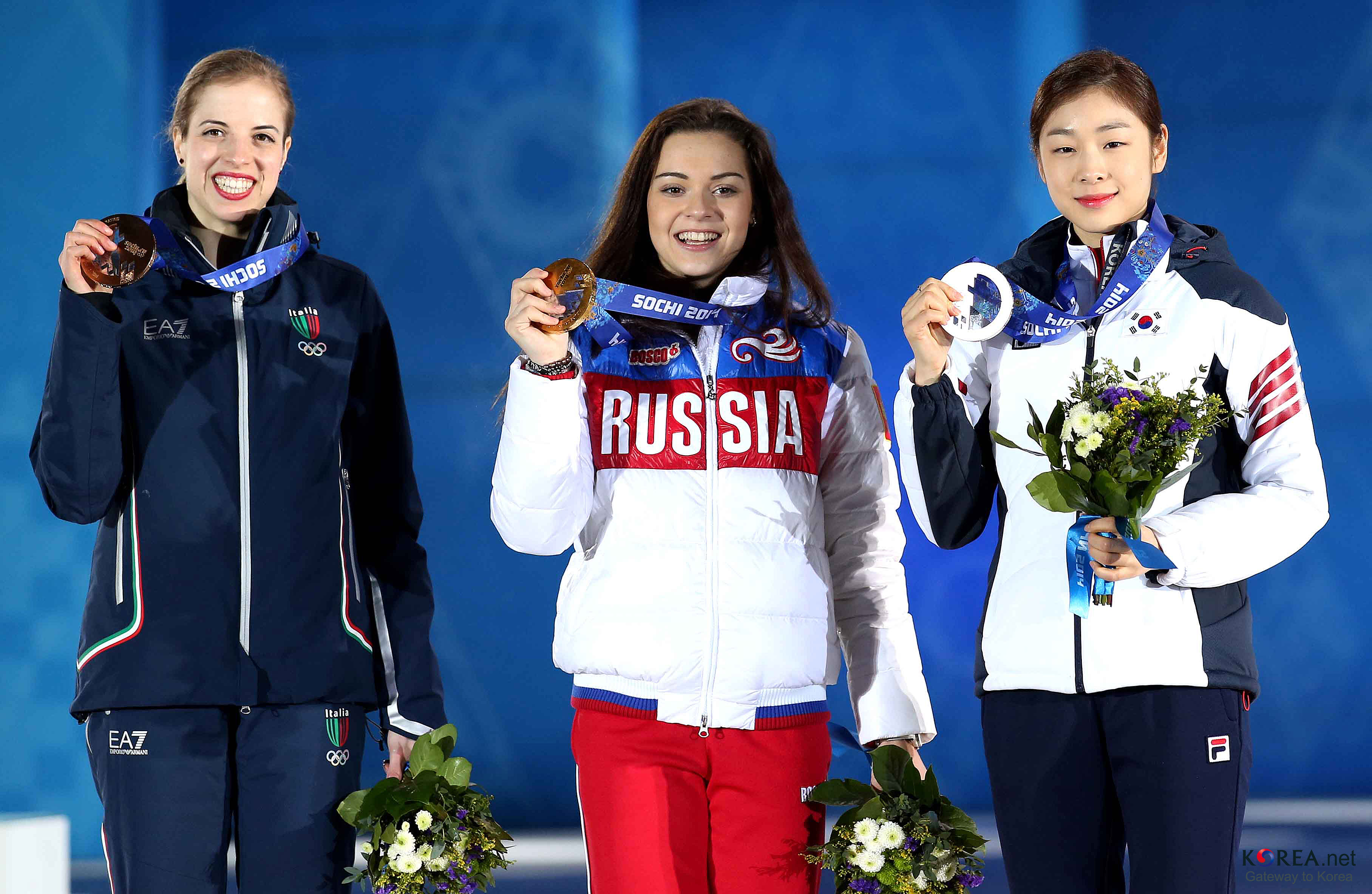
Призерки Зимових Олімпійських ігор 2014 (зліва направо): Кароліна Костнер (бронза), Аделіна Сотникова (золото), Йон А Кім (срібло)

### Серед дорослих
| Змагання                            | 06/07 | 07/08 | 08/09 | 09/10 | 10/11 | 12/13 | 13/14 |
| ----------------------------------- | ----- | ----- | ----- | ----- | ----- | ----- | ----- |
| Олімпійські ігри                    |       |       |       | 1     |       |       | 1     |
| Чемпіонат світу                     | 3     | 3     | 1     | 2     | 2     | 1     |       |
| Чемпіонат чотирьох континентів      |       |       | 1     |       |       |       |       |
| Чемпіонат Південної Кореї           |       |       |       |       |       | 1     | 1     |
| Фінал Гран-прі                      | 1     | 1     | 2     | 1     |       |       |       |
| Етап Гран-прі. Cup of China         |       | 1     | 1     |       |       |       |       |
| Етап Гран-прі. Skate America        |       |       | 1     | 1     |       |       |       |
| Етап Гран-прі. Cup of Russia        |       | 1     |       |       |       |       |       |
| Етап Гран-прі. Trophée Eric Bompard | 1     |       |       | 1     |       |       |       |
| Етап Гран-прі. Skate Canada         | 3     |       |       |       |       |       |       |
| Golden Spin of Zagreb               |       |       |       |       |       |       | 1     |
| NRW Trophée                         |       |       |       |       |       | 1     |       |

### Серед юніорів
| Змагання                                  | 01/02 | 02/03 | 03/04 | 04/05 | 05/06 |
| ----------------------------------------- | ----- | ----- | ----- | ----- | ----- |
| Чемпіонат світу серед юніорів             |       |       |       | 2     | 1     |
| Чемпіонат Південної Кореї                 | 1J.   | 1     | 1     | 1     | 1     |
| Фінал Гран-прі серед юніорів              |       |       |       | 2     | 1     |
| Гран-прі серед юніорів, Болгарія          |       |       |       |       | 1     |
| Гран-прі серед юніорів, Словаччина        |       |       |       |       | 1     |
| Гран-прі серед юніорів, Китай             |       |       |       | 2     |       |
| Гран-прі серед юніорів, Угорщина          |       |       |       | 1     |       |
| «Golden Bear of Zagreb»                   |       |       | 1 N.  |       |       |
| Triglav Trophy                            | 1 N.  |       |       |       |       |
| N — дитячій рівень; J — юніорський рівень |       |       |       |       |       |